# Recoubeau-Jansac
Recoubeau-Jansac – miejscowość i gmina we Francji, w regionie Owernia-Rodan-Alpy, w departamencie Drôme.
Według danych na rok 1990 gminę zamieszkiwało 197 osób, a gęstość zaludnienia wynosiła 15 osób/km² (wśród 2880 gmin regionu Rodan-Alpy Recoubeau-Jansac plasuje się na 1430. miejscu pod względem liczby ludności, natomiast pod względem powierzchni na miejscu 898.).